# Tarzan et le Champion
Tarzan et le Champion est une nouvelle d'Edgar Rice Burroughs faisant partie de la série Tarzan.

## Version originale
- Titre : Tarzan and the Champion
- Parution en magazine : The Blue Book Magazine, avril 1940
- Parution en livre : inclus dans Tarzan and the castaways

## Éditions françaises
- 1995 : Tarzan et le Champion, inclus dans Tarzan et les Naufragés, Michel Decuyper (publication à titre amateur).